# 14509 Lučenec
14509 Lučenec là một tiểu hành tinh vành đai chính với chu kỳ quỹ đạo là 1388.0370026 ngày (3.80 năm).
Nó được phát hiện ngày 9 tháng 3 năm 1996.